# Estación de Méndez Núñez
Méndez Núñez es una estación de la línea 1 del Metro de Granada situada cerca de la intersección entre las calles Camino de Ronda y Méndez Núñez del distrito, ambas en el Distrito Ronda de la ciudad.

## Situación
La estación de Méndez Núñez se localiza en el tramo norte del Camino de Ronda, en el límite con los barrios de Pajaritos y Rosaleda. Su objetivo fundamental es dar servicio a la barriada de Camino de Ronda así como a sus alrededores en su área norte y en barrios aledaños. 
Se encuentra situada en uno de los principales ejes de movilidad de la ciudad, cerca de la intersección con la calle Méndez Núñez y la avenida de Fuentenueva. Debido a su cercanía con el Campus de Fuentenueva, es una de las zonas residenciales con mayor densidad de población universitaria de la ciudad, con especial incidencia en la barriada de Pedro Antonio de Alarcón. En esta zona predominan los locales de hostelería y ocio nocturno, así como de pequeño comercio.

## Características y servicios

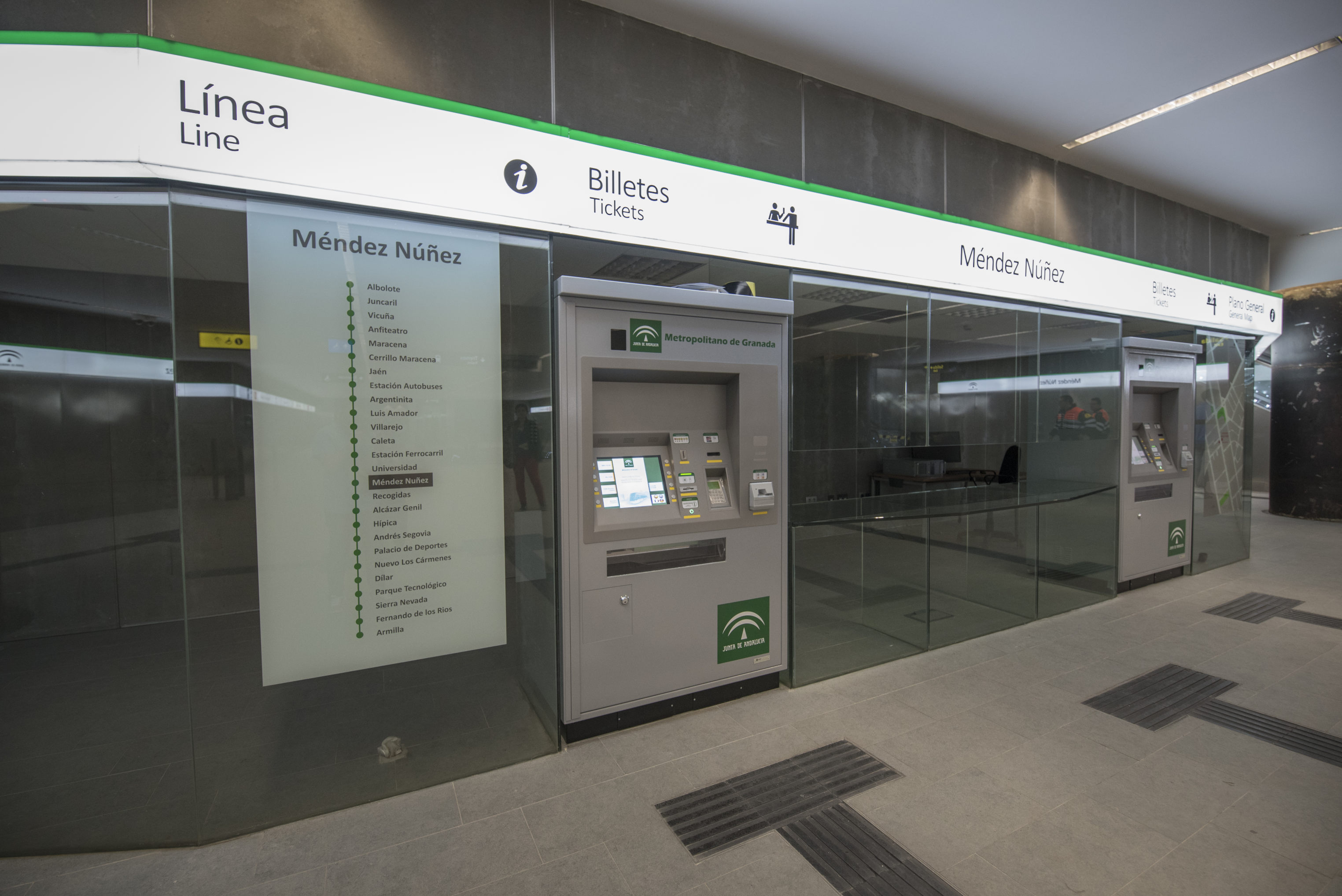
Máquinas de venta y puesto de atención al cliente de Méndez Núñez.

La estación se compone de dos niveles: Un nivel superior en el cual se encuentra un vestíbulo con los servicios de la estación y controles de acceso, y un nivel inferior en el que se sitúan las vías, con configuración de andén central. 
Fue construida por el método «cut and cover» por pantalla de pilotes con tres losas: contrabóveda (inferior, sobre la que se sitúan vías y andenes), intermedia (que separa vías y vestíbulo) y losa de coronación (sobre la que se sitúa el Camino de Ronda). El punto inferior de la estación se encuentra a una profundidad de 16,5 metros.
El vestíbulo de la estación, de estilo diáfano, cuenta con dos máquinas automáticas para la compra de títulos de transporte, pantallas informativas y control de accesos al nivel inferior, así como una oficina de información y atención al cliente. Existen cuatro accesos a la estación, todos ellos en el Camino de Ronda; dos situados junto a la calle Sol y otros dos frente a la calle San Isidoro. 
El nivel inferior está configurado en forma de andén central, con sendas vías a ambos lados, una por sentido. Este nivel, además de megafonía, pantallas y señalética informativa, también cuenta con elementos de accesibilidad como suelo podotáctil para personas invidentes o un puesto automático de información asistida.

## Intermodalidad
La estación está situada en la zona norte del Camino de Ronda. Junto a uno de sus accesos existen anclajes para bicicletas y la calle está dotada de carril bici en sentido sur. Así mismo, también se permite la entrada de bicicletas en su interior. 
Debido a su situación, Méndez Núñez es intermodal con la mayoría de líneas transversales de la red de autobuses urbanos de Granada. En concreto, junto a la estación tienen una parada las líneas SN2, SN3, SN5 y la línea universitaria U3. 
A 200 metros, en la Plaza Albert Einstein, da servicio la línea U2, que conecta esta zona con el Campus de Cartuja de la Universidad de Granada, y la línea C6 que llega hasta el barrio de Rosaleda.